# Mittagsregel
In Deutschland besagt die sogenannte Mittagsregel (§ 7 VVG), dass für den Beginn und das Ende einer Versicherung der Mittag des vereinbarten Tages als vereinbarter Zeitpunkt gilt. Diese Regel ist abdingbar. Bedenkt man, dass die Gesetzliche Krankenversicherung auf Beginn und Ende eines Tages abstellt, ergeben sich Schwierigkeiten, wenn keine abweichende Zeitpunktregel zwischen Versicherungsnehmer und privatem Krankenversicherer getroffen wird. Daher normiert der Gesetzgeber in § 7 Abs. 2 VVG einen Ausschluss der Mittagsregel für den Bereich der privaten Krankenversicherung. Auch bei der Kfz-Versicherung ergeben sich Abweichungen (vgl. § 1 Abs. 2 KfzPflVV).